# Ian Bostridge
Ian Bostridge (Londra, 25 dicembre 1964) è un tenore e scrittore inglese.

## Biografia
Ha studiato alla Westminster School, al St John's College di Oxford ed al St John's College di Cambridge ed insegnato alla Corpus Christi College.
Nel 1994 debutta con Winterreise nella Purcell Room di Londra.
Nel 2004 viene insignito dell'Ordine dell'Impero Britannico.

## Discografia
- Bach: Cantatas & Arias - Ian Bostridge/Europa Galante/Fabio Biondi, 2000 EMI Erato
- Britten: War Requiem - Gianandrea Noseda/Ian Bostridge/Simon Keenlyside/Sabina Cvilak/London Symphony Orchestra/Choir of Eltham College/London Symphony Chorus, 2012 LSO
- Britten: Serenade for Tenor, Horn & Strings - Les Illuminations - Nocturne - Ian Bostridge/Sir Simon Rattle/Berlin Philharmonic, 2005 EMI Warner
- Britten: The Rape of Lucretia - Oliver Knussen/Ian Bostridge/Peter Coleman-Wright/Christopher Purves/Susan Gritton/Hilary Summers/Angelika Kirchschlager/Benjamin Russell/Claire Booth/Aldeburgh Festival Ensemble, 2013 EMI Virgin Erato
- Britten: Songs - Ian Bostridge/Antonio Pappano, 2013 EMI Warner
- Britten: Billy Budd - Daniel Harding/Ian Bostridge/Neal Davies/Nathan Gunn/Jonathan Lemalu/London Symphony Orchestra/Matthew Rose/Gidon Saks, 2008 EMI Erato - Grammy Award for Best Opera Recording 2010
- Britten: The Canticles - David Daniels/Ian Bostridge, 2002 EMI Virgin Erato
- Britten: The Turn of the Screw - Daniel Harding/Ian Bostridge/Joan Rodgers/Mahler Chamber Orchestra, 2002 EMI Erato
- Coward: The Noël Coward Songbook - Ian Bostridge/Jeffrey Tate/Sophie Daneman, 2002 EMI
- Handel: Israel in Egypt - Choir of King's College, Cambridge/Ian Bostridge/Michael Chance/Stephen Cleobury/Stephen Varcoe/Susan Gritton, 2000 Decca
- Handel: L'allegro, il penseroso ed il moderato - David Daniels/Lynne Dawson/Ian Bostridge/John Nelson (direttore d'orchestra)/Christine Brandes/Ensemble Orchestral de Paris, 2000 Erato/Warner
- Henze: Songs - Ian Bostridge/Julius Drake, 2001 EMI Warner
- Monteverdi: L'Orfeo - Natalie Dessay/Ian Bostridge/Le Concert d'Astrée/Emmanuelle Haïm, 2004 Virgin
- Schubert: Winterreise - Ian Bostridge/Leif Ove Andsnes, 2000 EMI Warner
- Schubert: 25 Lieder - Ian Bostridge, 2005 EMI Warner
- Schubert: Die schöne Müllerin - Ian Bostridge/Mitsuko Uchida, 2005 EMI Warner
- Schubert: Schwanengesang - Ian Bostridge, 2009 EMI
- Schumann: Liederkreis & Dichterliebe etc - Ian Bostridge/Julius Drake, 1998 EMI Warner
- Stravinsky: The Rake's Progress - Anne Sofie von Otter/Bryn Terfel/Ian Bostridge/Deborah York/John Eliot Gardiner/London Symphony Orchestra, 1999 Deutsche Grammophon - Grammy Award for Best Opera Recording 2000
- Wolf: Lieder - Antonio Pappano/Ian Bostridge, 2006 EMI
- Bostridge: The English Songbook - Ian Bostridge/Julius Drake, 1999 EMI Warner
- Bostridge: Great Handel - Ian Bostridge, 2007 EMI Warner
- Bostridge: Perspectives - Ian Bostridge, 2006 Angel
- Shakespeare Songs - Antonio Pappano/Ian Bostridge, 2016 Warner - Grammy Award for Best Classical Vocal Solo 2017

## Opere
- Witchcraft and its transformations (1997)
- A Singer's Notebook (2011)
- Il viaggio d’inverno di Schubert: anatomia di un'ossessione (Schubert's Winter Journey: Anatomy of an Obsession, 2014), Milano, Il saggiatore, 2015 traduzione di Valeria Gorla ISBN 978-88-428-2165-6. (Vincitore del Duff Cooper Prize nel 2015[1])